# Mingau de caribé
Mingau de caribé é um alimento da culinária amazônica. Suas raízes são inteiramente indígenas, sendo muito consumido por pessoas doentes e como alimento complementar na alimentação de crianças.

## Modo de preparo
O mingau de caribé é feito tradicionalmente apenas com o cuí da farinha (farinha d'água peneirada ou coada). Em algumas versões não leva açúcar, já em outras há o acréscimo de leite, alho, sal e manteiga ou margarina.
O preparo do caribé varia de uma localidade para outra e de pessoa para pessoa, por se tratar de uma receita popular que tem aplicação no tratamento de enfermos, presente entre os tratamentos populares da cultura nortista.
Com o passar do tempo foi adaptada às mais diversas realidades. Sua origem remete aos povos indígenas que há séculos usam a mandioca e seus produtos (a farinha, por exemplo) em sua alimentação.
Através do tempo essa culinária se perpetuou em todo território da Região Norte do Brasil, sendo, porém, muito mais forte no interior, nos locais mais distante das grandes áreas urbanas.